# Elecciones federales en Sonora de 2012
El Proceso Electoral Federal 2011 - 2012 en México es la denominación oficial de las elecciones generales que tuvieron lugar el 1 de julio de 2012. En el estado de Sonora fueron elegidos los siguientes cargos a nivel federal:
- Presidente de la República. Jefe de Estado y de gobierno de México, electo para un periodo de seis años sin posibilidad de reelección, que comenzaría su gobierno el 1 de diciembre de 2012. El candidato electo fue Enrique Peña Nieto.

- 3 Senadores (2 correspondientes a la mayoría relativa y 1 otorgado a la primera minoría). Miembros de la cámara alta del Congreso de la Unión, por un periodo de seis años que comenzará el 1 de septiembre de 2012.

- 7 Diputados Federales, uno por cada uno de los Distritos electorales. Miembros de la cámara baja del Congreso de la Unión; todos para un periodo de tres años que comenzará el 1 de septiembre de 2012.

## Presidente de la república[1]
|  | 31.57 % |

|  | 39.79 % |

|  | 24.54 % |

|  | 1.48 % |

|  | 0.07 % |

|  | 2.52 % |

|  | 100.00 % |

## Senadores[2]
|  | 34.89 % |

|  | 37.72 % |

|  | 17.86 % |

|  | 1.5 % |

|  | 1.62 % |

|  | 0.07 % |

|  | 6.3 % |

|  | 100.00 % |

## Diputados federales[2]

### Distrito I San Luis Río Colorado
|  | 44.92 % |

|  | 34.66 % |

|  | 10.9 % |

|  | 1.94 % |

|  | 1.61 % |

|  | 0.02 % |

|  | 5.95 % |

|  | 100.00 % |

### Distrito II Nogales
|  | 40.9 % |

|  | 37.06 % |

|  | 10.09 % |

|  | 2.09 % |

|  | 1.61 % |

|  | 0.14 % |

|  | 7.3 % |

|  | 100.00 % |

### Distrito III Hermosillo Norte
|  | 41.49 % |

|  | 39.8 % |

|  | 8.89 % |

|  | 1.01 % |

|  | 3.52 % |

|  | 0.12 % |

|  | 5.17 % |

|  | 100.00 % |

### Distrito IV Guaymas
|  | 20.08 % |

|  | 36.39 % |

|  | 18.79 % |

|  | 2.36 % |

|  | 14.91 % |

|  | 0.16 % |

|  | 7.31 % |

|  | 100.00 % |

### Distrito V Hermosillo Sur
|  | 49.69 % |

|  | 33.27 % |

|  | 8.92 % |

|  | 1.18 % |

|  | 1.48 % |

|  | 0.14 % |

|  | 5.32 % |

|  | 100.00 % |

### Distrito VI Cajeme
|  | 28.39 % |

|  | 44.73 % |

|  | 16.74 % |

|  | 1.36 % |

|  | 1.63 % |

|  | 0.13 % |

|  | 7.02 % |

|  | 100.00 % |

### Distrito VII Navojoa

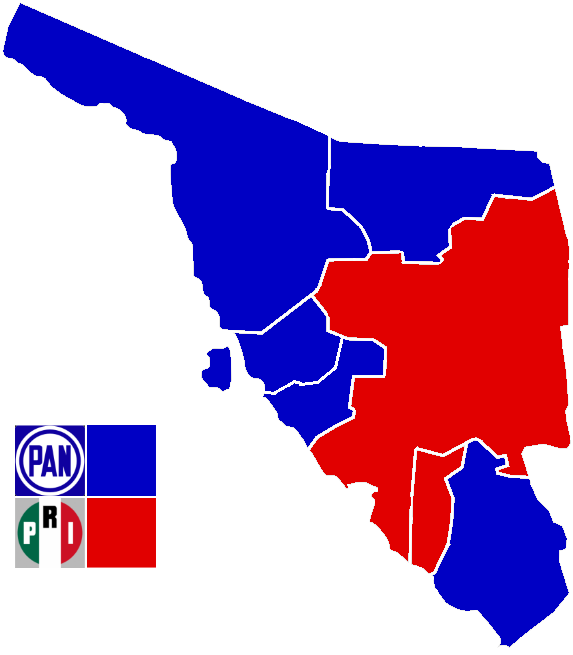
Resultados finales para los Distritos Electorales Federales de Sonora de la LXII Legislatura (2012 -2015).

|  | 41.98 % |

|  | 31.65 % |

|  | 15.3 % |

|  | 1.61 % |

|  | 2.58 % |

|  | 0.05 % |

|  | 6.83 % |

|  | 100.00 % |